# Кройдон (Новий Південний Уельс)
Кройдон це багате передмістя на захід від Сіднею у штаті Новий Південний Уельс в Австралії. Кройдон розташований за 11 км на захід від центрального ділового району Сіднею. Передмістя поділено на два райони місцевого самоврядування у Австралії: Ради Бюрвуд та муніципалітету Ешфілд.
Передмістя розташоване між комерційними центрами Ешфілд та Бюрвуд. На півночі межує з Дорогою Парраматта, Залізною Бухтою Creek на сході, вулицею Артура на півдні та кількома різними вулицями на заході. На північ знаходяться королі і Канаді відсіків на найближчі досяжності Parramatta річки, на північний захід лікарня Конкорд  і Олімпійський комплекс на затоці Хоумбуш. На півдні розташовано Кентерберійський Іподром.

## Історія

### Врегулювання Аборигенів
До приходу європейців область, тепер відома як Кройдон, була домівкою для людей племені Dharug клану Wangal. Їхня територія вважалася центром у  Конкорді і простягалася на сході до болота Довга Бухта Крику. Земля у той час була покрита  густим лісом з високих евкаліптів та скипидар у  верхньому  ярусі, мангровими  чагарниками та болотним дубом  у  нижньому  ярусі, та болотистим ґрунтом Залізні Бухта Creek. Їжа Wangal складалася у першу чергу з риби, котру  вони  добували більшу частину свого часу з берегів річки Parramatta та  рибалячи з каное. Землю від річкових узбереж за умови, фруктів, ягід та їстівних рослин, а також опосума та Кенгуру, які були убиті заради харчових потреб та їхніх шкур. 

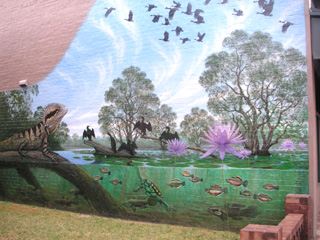
Mural в Elizabeth St, Кройдон, художнє враження про те, на що була схожою область до прибуття Першого флоту

Прибуття Першого флоту у 1788 р. завдало руйнівного впливу на місцеве населення, в основному через поширення віспи, до якої  у  корінних народів не було імунітету. Хвороба настільки швидко поширилася, що багато корінних людей померли від цієї хвороби білої людини, навіть не побачивши білої людини. Wangal безумовно, побачили білих людей. Один з їхніх лідерів, Bennelong, навіть подружився з першим губернатором штату Новий Південний Уельс, Артуром Філліпом, та був узятий ним до Англії. 
Після заснування колонії у Сіднейській бухті на початку 1788 року, Філіп наказав створити друге поселення  на Rose Hill (тепер вона називається  Parramatta) в тому ж році збільшити перспективи створення успішних господарств. Протягом року або близько того, сухопутний маршрут був встановлений між двох селищ, що проходить через територію Cadigal, Wangal і Burramattagal на цьому шляху. Це груба трек пізніше став головної артерії розширюється Великого Сіднея і, як північна межа того, що зараз Кройдон. 

### Ранні британські поселення
Губернатор Філіп виявив небажання надавати велику кількість землі, щоб його колоністи, що обмежують земельні пожалування в міста і людей, активно планують обробляти землю. Після свого повернення до Англії у 1792 р., в.о. губернатора Основні Френсіс Гроуз і його наступника капітана  Вільям Патерсон переслідував протилежну політику надання великі ділянки землі зі своїми друзями до прибуття другий офіційний губернатор  Джон Хантер у 1795 р. 
Перший грант землі у районі Кройдон був узятий капітаном Джон Townson у квітні 1793, який отримав Шаблон:Конвертувати на Parramatta Дорожня розтягування захід від Залізні Бухта Creek і з півдня до того місця, де зараз Куїн-стріт. Далі гранти були надані у 1794 р. наступним громадянам: особисто Eades J (25 акрів про дорожній Parramatta на захід від проведення Townson в); Джеймс Brackenrig (30 акрів на іншій стороні землі Eades в); серпні Alt, перша  топограф генеральний штату Новий Південний Уельс, (100 акрів, розташовану на південь від землі Townson на приблизно те, що тепер Томас-стріт), і Сара Нельсон (15 акрів на захід від південного краю землі Alt в області, тепер відомої як Малверн Хілл) . Alt була першою оселитися на своїй землі, назвавши її «Ферма Ермітаж». Тим не менш, його будинок був спалений групою корінного населення (можливо, на чолі з Pemulwuy) у 1797 р., і він не повернувся до Кройдону, залишившись у сусідньому Ешфілд  , а його майно було продане Джону Палмеру.

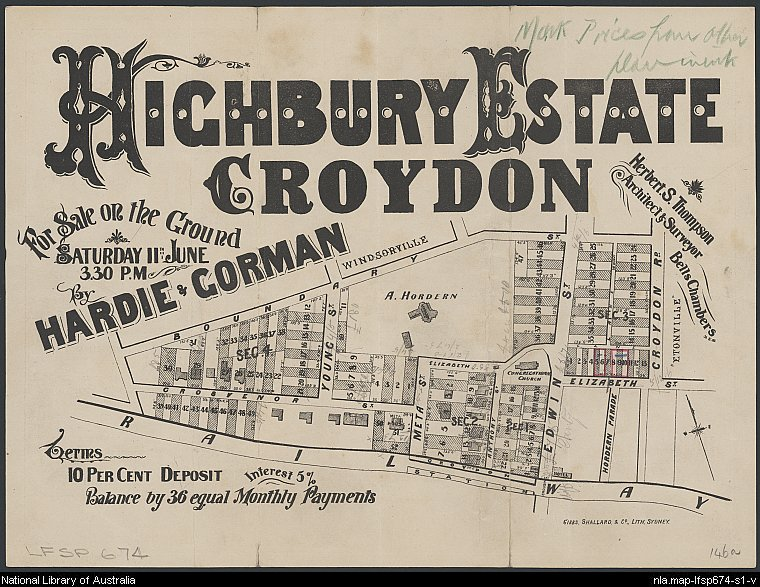
План продажу земель у Кройдоні, у тому числі кордону нерухомості Ентоні Хордерн (1881)

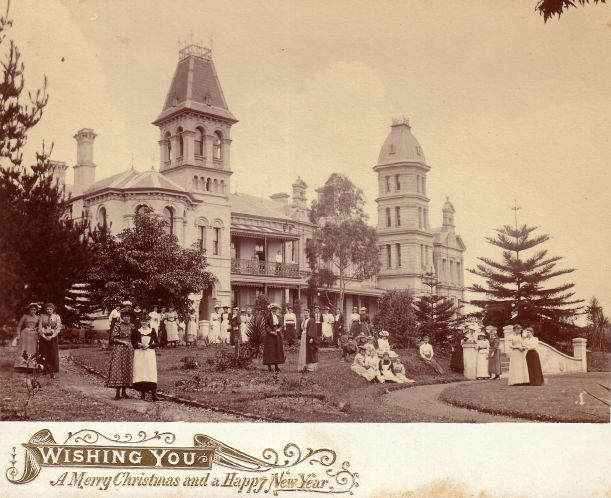
Пресвітеріанський Жіночий Коледж, 1892. Зал Шубра розташовується ліворуч

До 1820 р. більша частина області була включена великим Джозефом Андервудом до "Парку нерухомості Ешфілд". Це залишалося майже незмінним протягом понад 40 років, поки він був розділений на великі ділянки після смерті Єлизавети Андервуд у 1858 р. До того часу його близькість до  залізниця. Дало бажаних площі (станція спочатку називався Fivedock)  Один з цих підрозділів був "Хайбері нерухомості», на частині якого Ентоні Хордерн, син засновника великої роздрібної фірми, Ентоні Хордерн та сини, врешті-решт збудував свій дім "Шубра Холла", відразу за західним кордоном Ешфілда. Пізніше він став частиною Пресвітеріанського жіночого коледжу. Поточні кордону, які дають уявлення про масштаби власності Хордерн  коледжу, в тому числі Шубра зал, головний корпус школи і Мета вулиці в'їзними воротами, в наш час[коли?] котируються на Регістр Національного Estate. 
Приблизно з 1800 до 1860 р. повільні розробки в області  лісів поступово очищають  землі для садуів і пасовиськ. Цей район був притулком bushrangers в 1820-і роки з двома основними магістралями, Парраматта Дорога на північ і Ліверпуль Дорожня на південь регулярно надаючи можливості для holdups.
У 1855 році  через район  була побудована залізниця Сідней-Парраматта, що призвело до житлового буму навколо станцій  Ешфілд та  Burwood. Це, у свою чергу, призвело до формування місцевих органів влади у двох районах на  площі землі, поділеної приблизно рівномірно між двома центрами. У 1874 р. на межі двох областей  була побудована нова станція, котру  спочатку назвали  П'ять Dock після іншого населеного пункту на півночі. Так  як п'ять Dock було насправді давно півночі шлях послідувало деяке замішання і Рада Ешфілду перейменувала станцію  у 1876 р. на Кройдон, на  честь передмістя у Лондоні. Передмістя залишається розділеним між двома сусідніми радами донині.

## Галерея

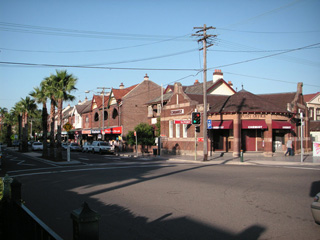
'The Strand', історичні торгові  ряди
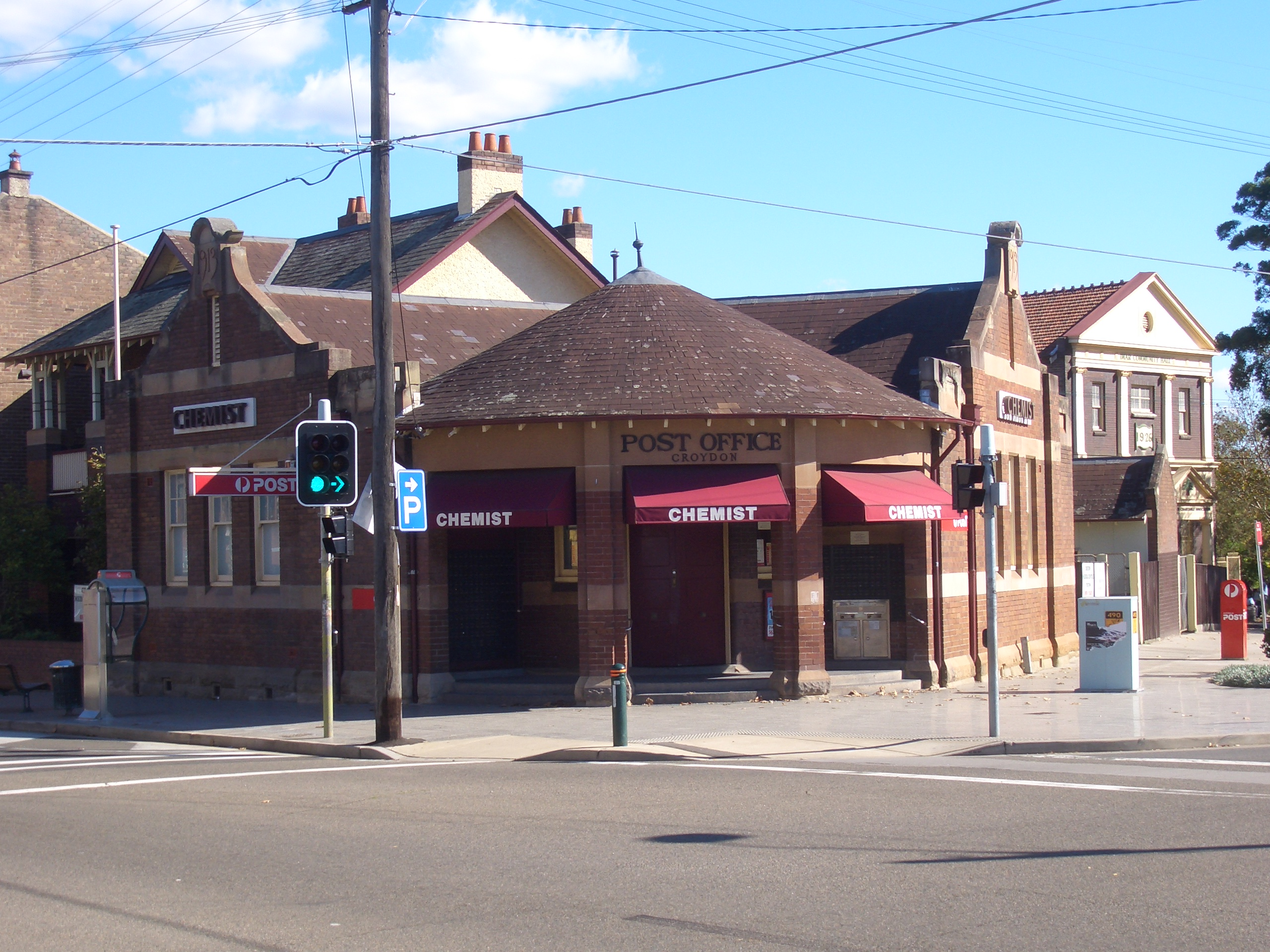
Кройдон, Поштамт
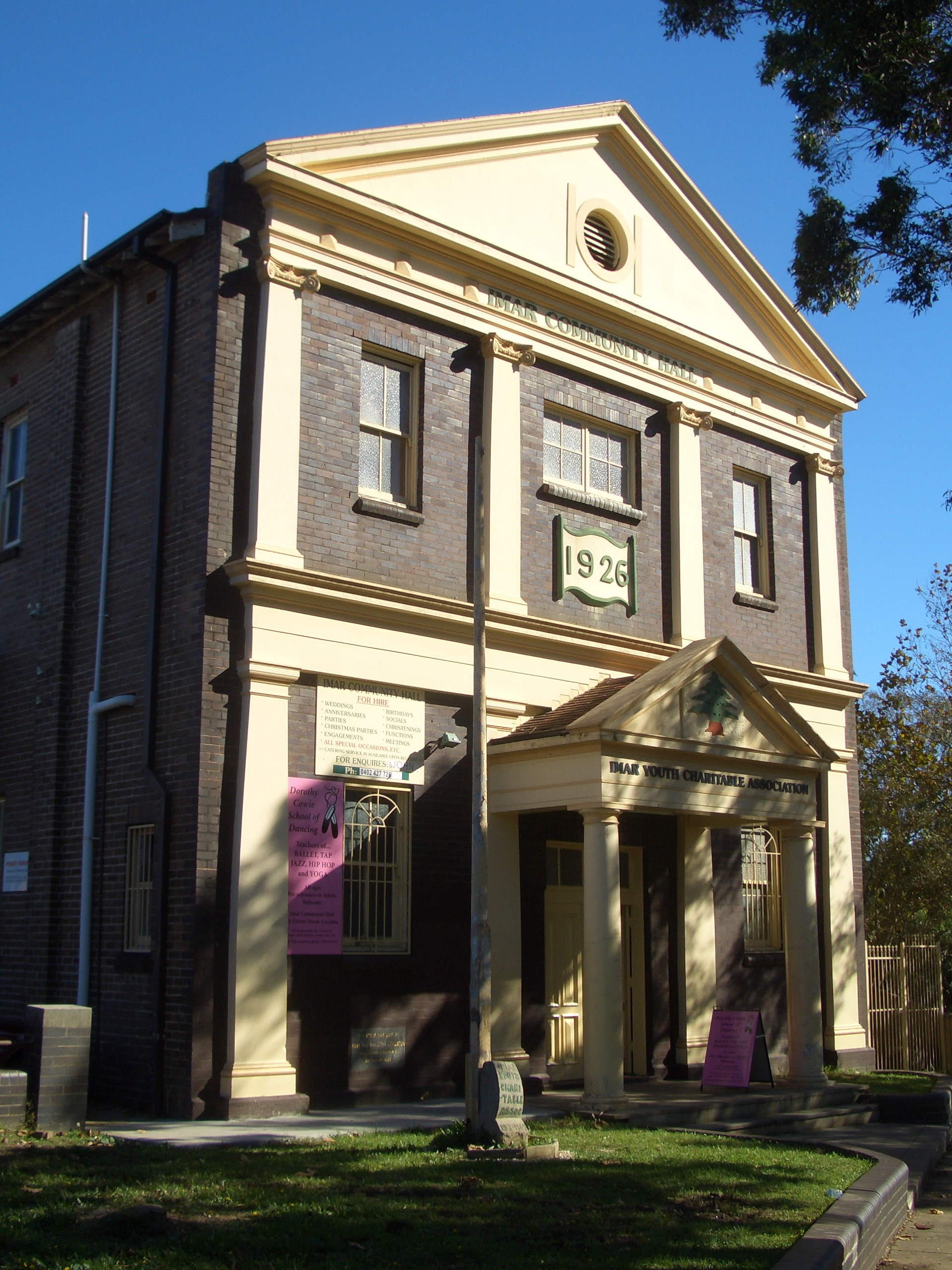
Кройдон, Ком'юніті Хол
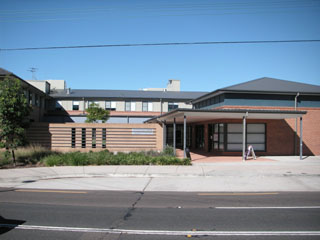
Кройдон, Центр Здоров'я